# Matteo Pessina
Matteo Pessina, né le 21 avril 1997 à Monza (Italie), est un footballeur international italien qui évolue au poste de milieu axial à l'AC Monza.

## Biographie

### En club
Il débute avec Monza, avant de partir à l'AC Milan, où il est prêté à l'US Lecce, Calcio Catane et Calcio Côme. 
Le 7 juillet 2017, il signe à l'Atalanta Bergame, avant d'être prêté au Spezia Calcio.

### En sélection
Avec l'équipe d'Italie des moins de 20 ans, il participe à la Coupe du monde des moins de 20 ans en 2017. Lors du mondial junior organisé en Corée du Sud, il est titulaire et joue sept matchs. L'Italie se classe troisième de cette compétition.
Le 14 novembre 2017, il inscrit avec les moins de 20 ans un but face aux Pays-Bas, match au cours duquel il est capitaine.
Le 7 novembre 2020, Matteo Pessina est convoqué pour la première fois avec l'équipe nationale d'Italie. Il honore sa première sélection face à l'Estonie, le 11 novembre suivant. Il entre en jeu ce jour-là à la place de Sandro Tonali et son équipe s'impose sur le score de quatre buts à zéro.
Le 11 juillet 2021, il remporte l'Euro 2020 avec l'équipe nationale d'Italie. Compétition durant laquelle il inscrit deux buts, le premier face aux Pays de Galles au premier tour et le second face à l'Autriche en 1/8e de finale. 

## Statistiques
| Saison                | Club                    | Championnat           | Championnat | Championnat | Coupe nationale | Coupe nationale | Coupe de la Ligue | Coupe de la Ligue | Compétition(s) continentale(s) | Compétition(s) continentale(s) | Compétition(s) continentale(s) | Barrages | Barrages | Italie | Italie | Total | Total |
| Saison                | Club                    | Division              | M.          | B.          | M.              | B.              | M.                | B.                | Comp.                          | M.                             | B.                             | M.       | B.       | M.     | B.     | M.    | B.    |
| 2013-2014             | AC Monza                | Lega Pro 2 (en)       | -           | -           | -               | -               | 3                 | 0                 | -                              | -                              | -                              | -        | -        | -      | -      | 3     | 0     |
| 2014-2015             | AC Monza                | Serie C               | 20          | 3           | -               | -               | 1                 | 0                 | -                              | -                              | -                              | 2        | 3        | -      | -      | 23    | 6     |
| Sous-total            | Sous-total              | Sous-total            | 20          | 3           | -               | -               | 4                 | 0                 | -                              | -                              | -                              | 2        | 3        | -      | -      | 26    | 6     |
| 2015-2016             | US Lecce (prêt)         | Lega Pro (en)         | 3           | 0           | -               | -               | 1                 | 0                 | -                              | -                              | -                              | -        | -        | -      | -      | 4     | 0     |
| Sous-total            | Sous-total              | Sous-total            | 3           | 0           | -               | -               | 1                 | 0                 | -                              | -                              | -                              | -        | -        | -      | -      | 4     | 0     |
| 2015-2016             | Calcio Catane (prêt)    | Lega Pro (en)         | 1           | 0           | -               | -               | -                 | -                 | -                              | -                              | -                              | -        | -        | -      | -      | 1     | 0     |
| Sous-total            | Sous-total              | Sous-total            | 1           | 0           | -               | -               | -                 | -                 | -                              | -                              | -                              | -        | -        | -      | -      | 1     | 0     |
| 2016-2017             | Calcio Côme (prêt)      | Lega Pro (en)         | 35          | 9           | 2               | 0               | 3                 | 0                 | -                              | -                              | -                              | 1        | 0        | -      | -      | 41    | 9     |
| Sous-total            | Sous-total              | Sous-total            | 35          | 9           | 2               | 0               | 3                 | 0                 | -                              | -                              | -                              | 1        | 0        | -      | -      | 41    | 9     |
| 2017-2018             | Spezia Calcio (prêt)    | Serie B               | 38          | 2           | -               | -               | -                 | -                 | -                              | -                              | -                              | -        | -        | -      | -      | 38    | 2     |
| Sous-total            | Sous-total              | Sous-total            | 38          | 2           | -               | -               | -                 | -                 | -                              | -                              | -                              | -        | -        | -      | -      | 38    | 2     |
| 2018-2019             | Atalanta Bergame        | Serie A               | 12          | 0           | 2               | 0               | -                 | -                 | C3                             | 5                              | 0                              | -        | -        | -      | -      | 19    | 0     |
| 2020-2021             | Atalanta Bergame        | Serie A               | 28          | 2           | 5               | 2               | -                 | -                 | C1                             | 7                              | 0                              | -        | -        | 9      | 4      | 49    | 8     |
| 2021-2022             | Atalanta Bergame        | Serie A               | 27          | 1           | 2               | 0               | -                 | -                 | C1+C3                          | 4+4                            | 1+0                            | -        | -        | 5      | 0      | 42    | 2     |
| Sous-total            | Sous-total              | Sous-total            | 67          | 3           | 9               | 2               | -                 | -                 | -                              | 20                             | 1                              | -        | -        | 14     | 4      | 110   | 10    |
| 2019-2020             | Hellas Vérone FC (prêt) | Serie A               | 35          | 7           | -               | -               | -                 | -                 | -                              | -                              | -                              | -        | -        | -      | -      | 35    | 7     |
| Sous-total            | Sous-total              | Sous-total            | 35          | 7           | -               | -               | -                 | -                 | -                              | -                              | -                              | -        | -        | -      | -      | 35    | 7     |
| 2022-2023             | AC Monza (prêt)         | Serie A               | 35          | 5           | 1               | 0               | -                 | -                 | -                              | -                              | -                              | -        | -        | 2      | 1      | 38    | 6     |
| 2023-2024             | AC Monza                | Serie A               | 25          | 3           | 1               | 0               | -                 | -                 | -                              | -                              | -                              | -        | -        | -      | -      | 26    | 3     |
| Sous-total            | Sous-total              | Sous-total            | 60          | 8           | 2               | 0               | -                 | -                 | -                              | -                              | -                              | -        | -        | -      | -      | 62    | 8     |
| Total sur la carrière | Total sur la carrière   | Total sur la carrière | 259         | 32          | 13              | 2               | 8                 | 0                 | -                              | 20                             | 1                              | 3        | 3        | 16     | 5      | 319   | 43    |

## Palmarès

### En sélection
| Italie - Championnat d'Europe - Vainqueur en 2020 - Coupe des champions CONMEBOL–UEFA - Finaliste en 2022 |